# Fal·lotoxina
Les fal·lotoxines són un grup de micotoxines produïdes pel fong tòxic Amanita phalloides entre d'altres. Hi ha almenys set compostos amb estructura de pèptid cíclic tots dins el grup d'heptapèptids bicíclics (set aminoàcids). La fal·loïdina és el representant més conegut del grup i les sis fal·lotoxines restants són la profal·loïna, fal·loïna, fal·lisina, fal·lacidina, fal·lacina i fal·lisacina. La fal·loïdina va ser aïllada el 1937 per Feodor Lynen, deixeble i gendre de Heinrich Wieland, i Ulrich Wieland de la Universitat de Múnic. Encara que les fal·lotoxines són altament tòxiques per les cèl·lules del fetge s'ha demostrat que contribueixen poc en la toxicitat de l'A. phalloides, ja que l'intestí no les absorbeix. En tot cas, aquestes micotoxines es troben en espècies comestibles com Amanita rubescens.

## Estructura química

Fal·loïdina
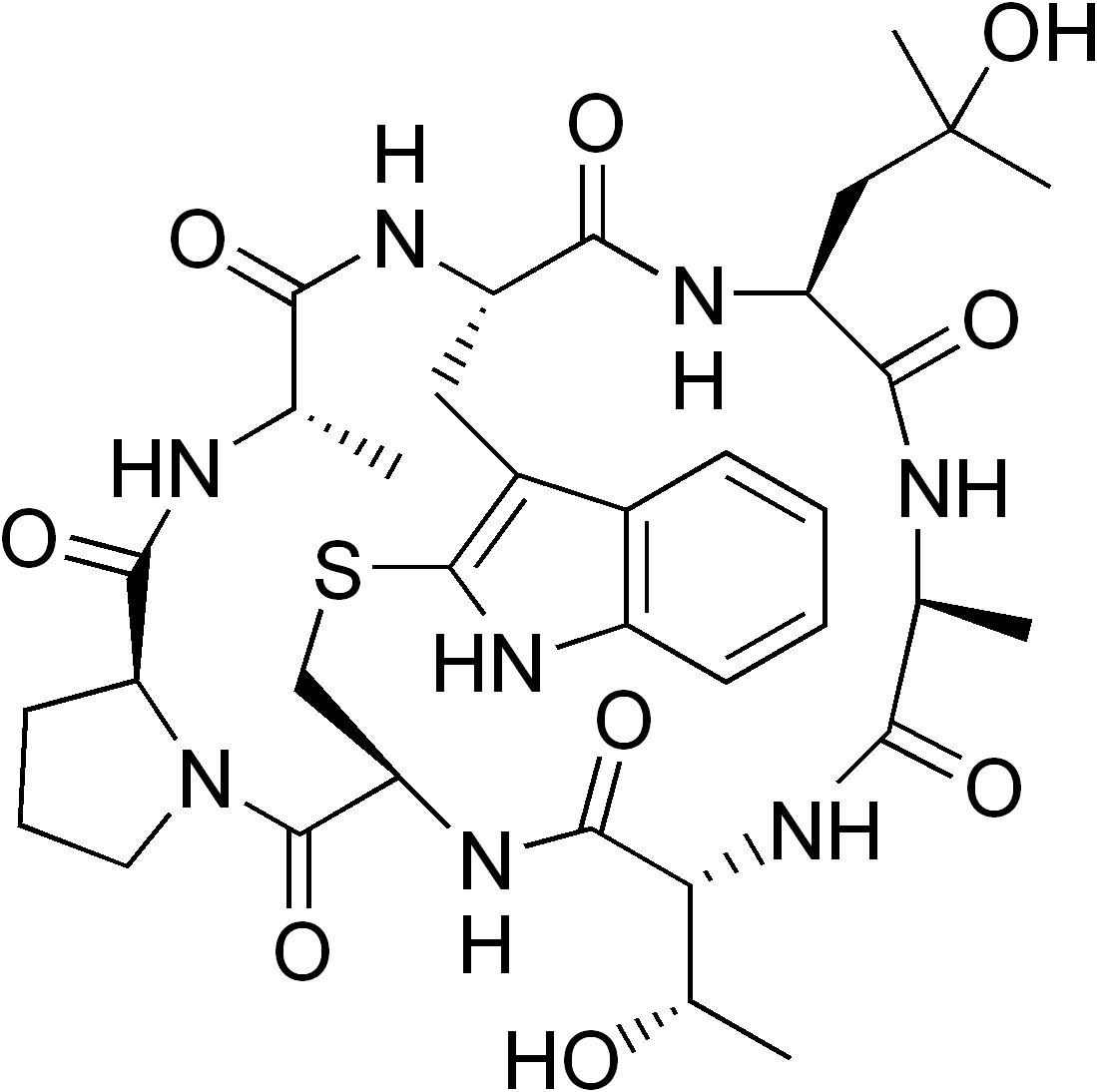
Profal·loïna
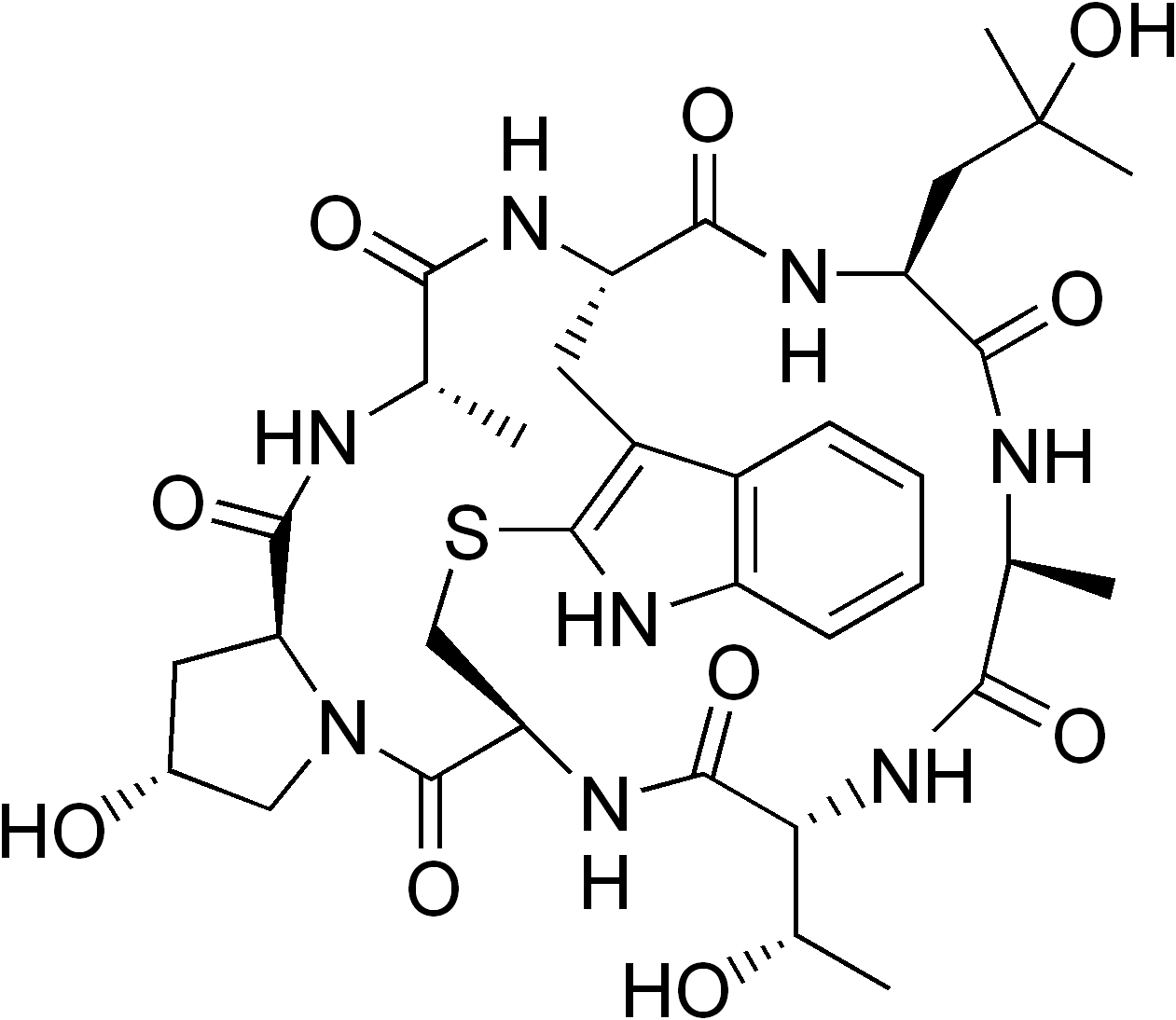
Fal·loina
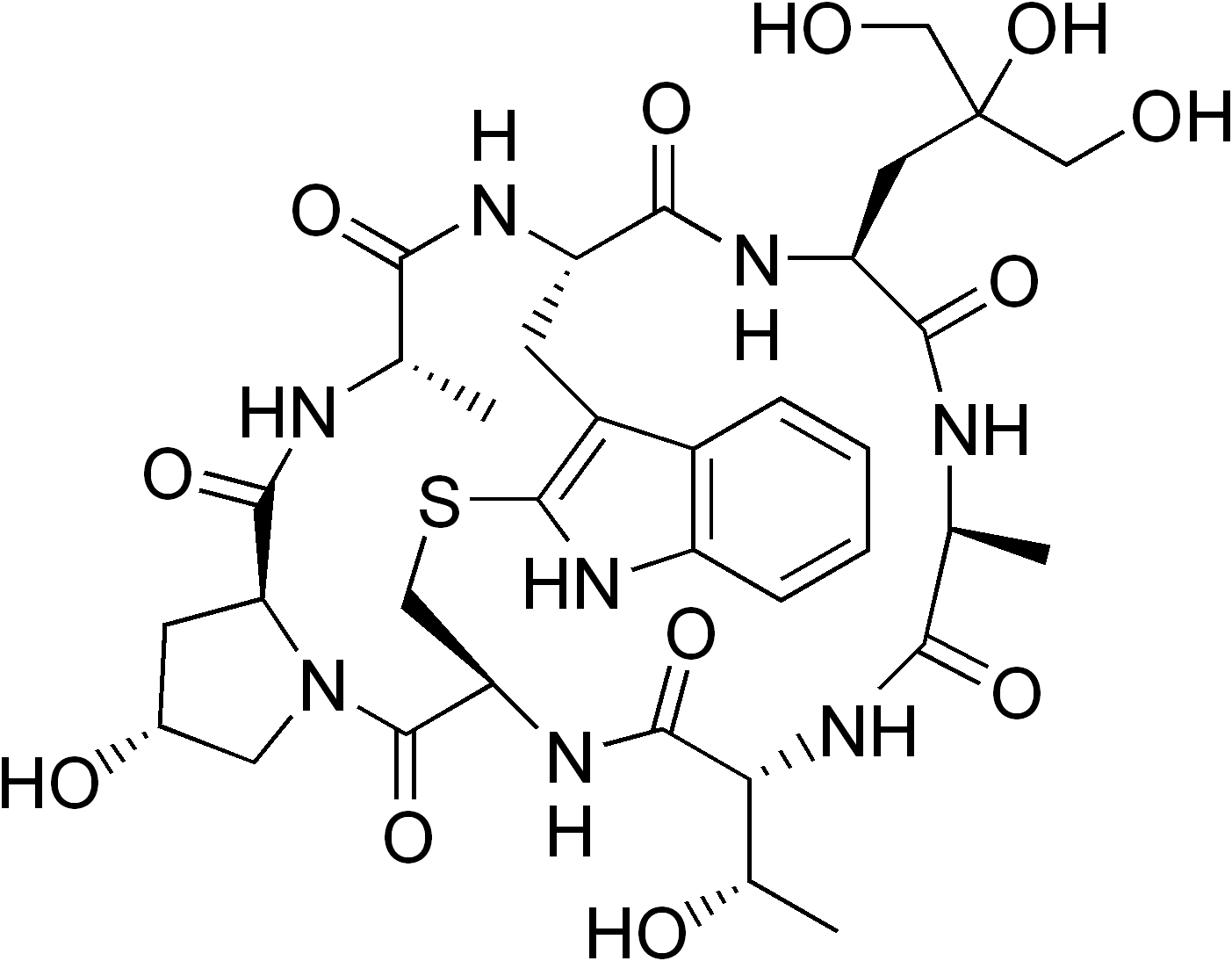
Fal·lisina
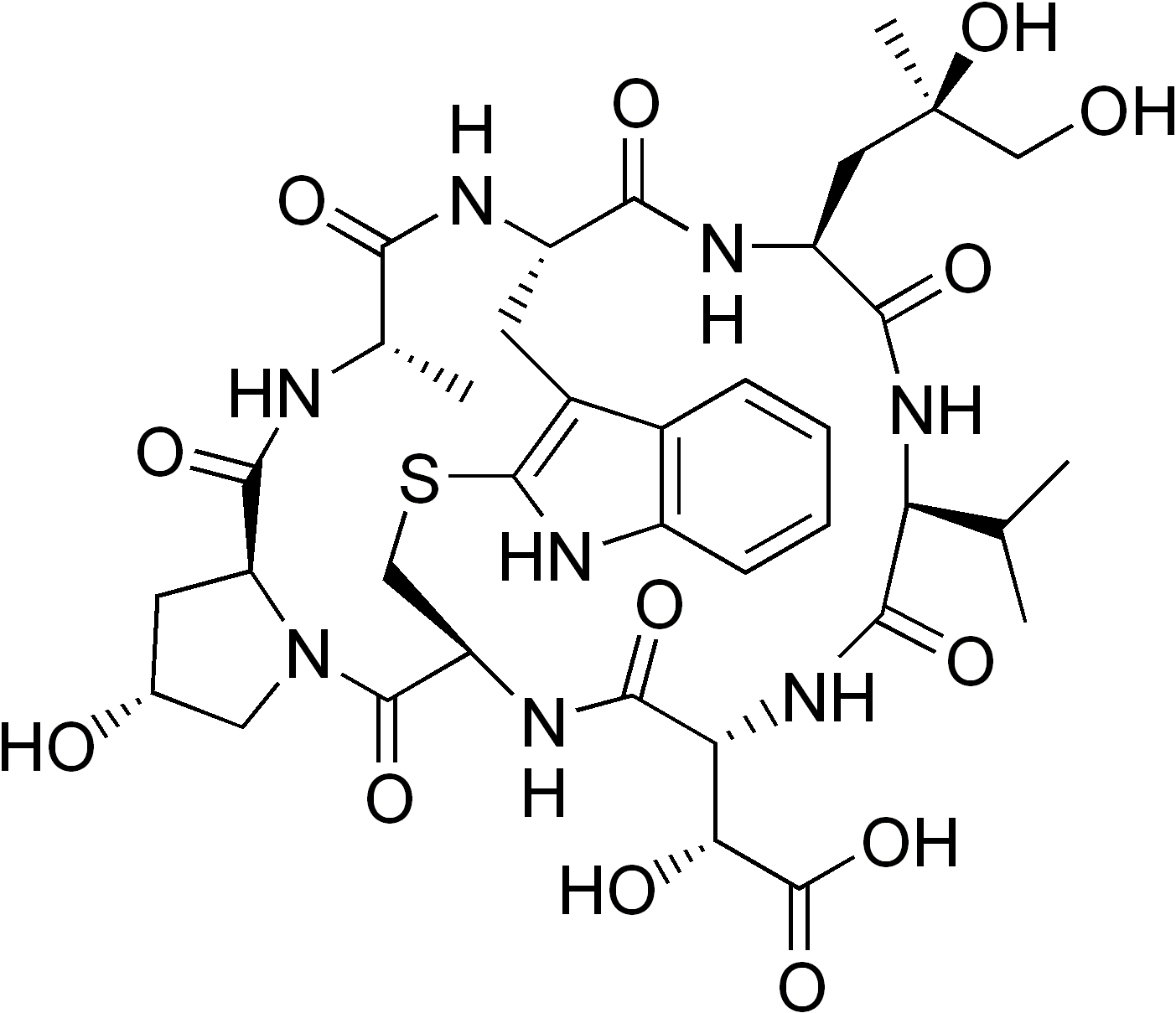
Fal·lacidina
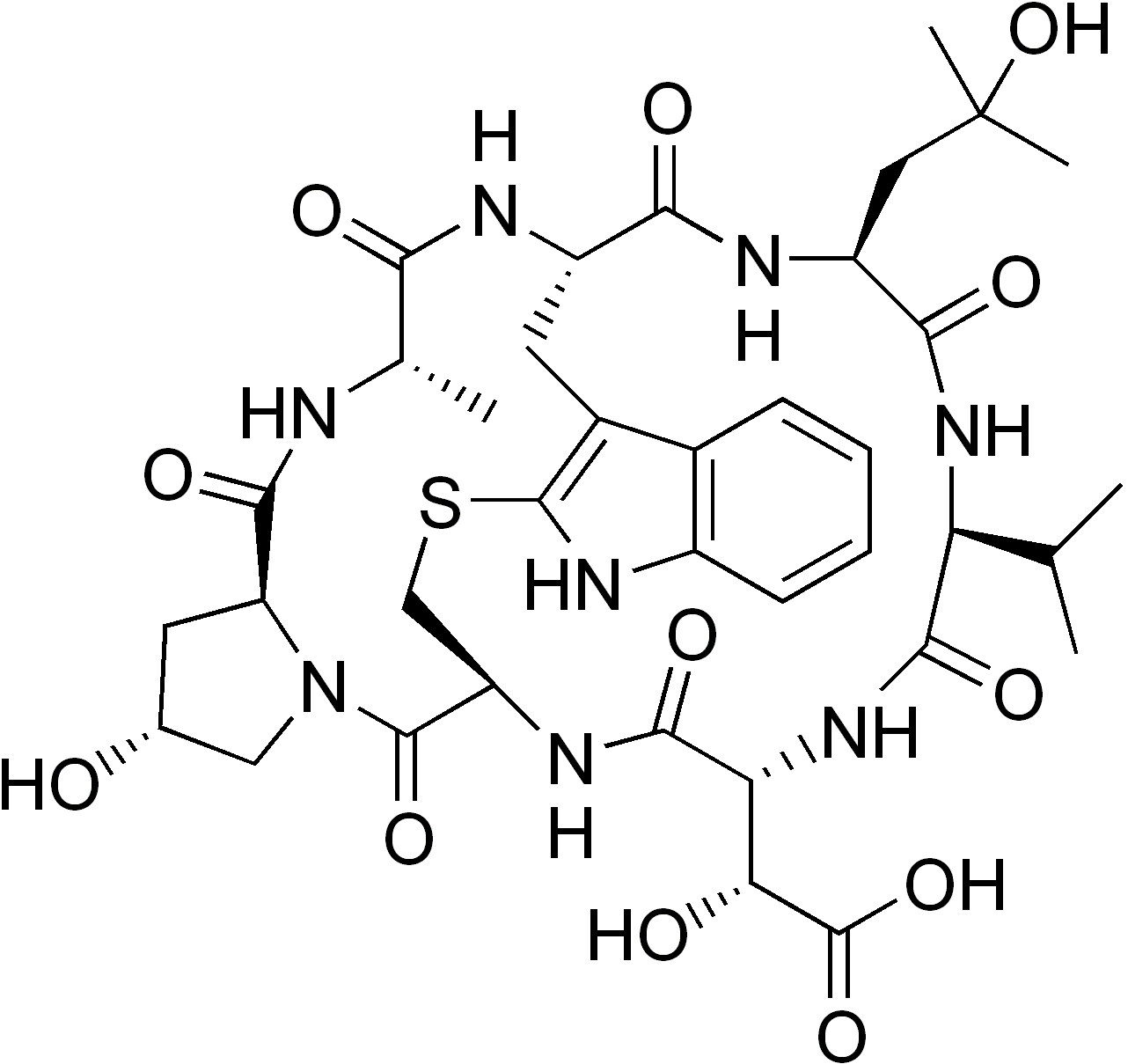
Fal·lacina
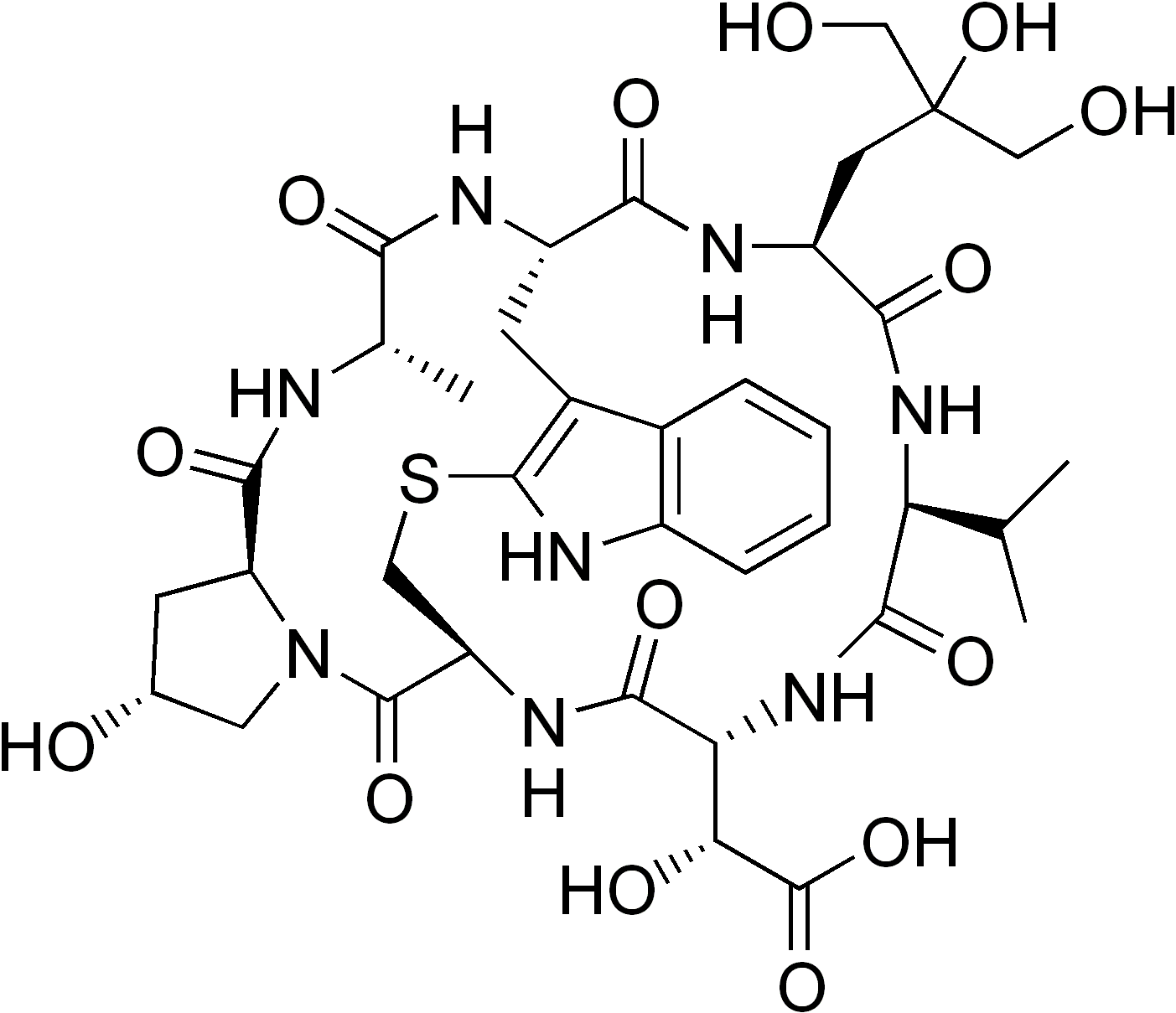
Fal·lisacina